# Luna E–6LS–112
A Luna E–6LS–112 (Luna–14A) (oroszul: Hold) második generációs szovjet holdautomata a Luna-program része.

## Küldetés
E–6LSZ típusú űrszonda, melyet a NPO Lavocskin vállalatnál építettek. Feladata az új kapcsolatot biztosító adó-vevő rendszer kipróbálása űrkörülmények között, valamint elősegíteni a földi követő rendszerek összehangolt működését, biztosítva egy emberes Holdra szállás segítését, ellenőrzését.

## Jellemzői
Építette és üzemeltette az OKB–1 (oroszul: Особое конструкторское бюро №1,- ОКБ-1), később Lavocskin-tervezőiroda.
1968. február 7-én a Bajkonuri indítóbázisról, egy háromlépcsős, párhuzamos elrendezésű Molnyija hordozórakétával (8K78) állították Föld körüli parkolópályára. Az orbitális egység tervezett pályája 88.78 perces, 51.8 fokos hajlásszögű, elliptikus pálya adatai perigeuma 190 kilométer, apogeuma 239 kilométer volt. Az utolsó fokozat hajtóművének beindulásakor technikai okok miatt, az indítást követően az 526. másodpercben felrobbant, darabjai megsemmisültek a légkörben.

## Külső hivatkozások
- Luna E–6LS–112. zarya.info. [2012. december 26-i dátummal az eredetiből archiválva]. (Hozzáférés: 2013. január 25.) (Internet Archive)
- Luna E–6LS–112. skyrocket.de. (Hozzáférés: 2013. január 25.)

| Elődje: Koszmosz–159 | Luna-program 1963–1968 | Utódja: Luna–14 |